# ГЕС-ГАЕС Кампо-Моро
ГЕС-ГАЕС Кампо-Моро (італ. Campo Moro) — гідроелектростанція на півночі Італії. Розташована перед ГЕС Ланзада, становить верхній ступінь в каскаді на річці Лантерна (ліва притока Адди, яка через По належить до басейну Адріатичного моря), що дренує південний схил гірського хребта Берніна.
Для накопичення ресурсу на Лантерні звели гравітаційну греблю Алпе-Гера з ущільненого котком бетону, яка при висоті 174 метри та довжині 530 метрів потребувала 1,7 млн м3 матеріалу. Вона утримує водосховище об'ємом 68 млн м3, до якого, окрім прямого стоку, надходить ресурс через дериваційний тунель зі сточища річки Scarolda (права притока Лантерни).
Нижче по долині Лантерни спорудили друге водосховище Кампо-Моро об'ємом 11 млн м3. Його утримують дві греблі — арково-гравітаційна висотою 96 метрів та довжиною 180 метрів і кам'яно-накидна висотою 35 метрів та довжиною 160.   
Біля Кампо-Моро спорудили підземний машинний зал, обладнаний турбіною типу Френсіс потужністю 35 МВт, яка при напорі у 133 метри забезпечує виробництво 33 млн кВт·год електроенергії на рік. При цьому, використовуючи споруджені на Лантерні водосховища як верхній та нижній резервуари, станція може працювати в режимі гідроакумуляції з насосною потужністю 31 МВт.